# 't Mannetje (televisieprogramma)
 't Mannetje was een Nederlands televisieprogramma op Talpa gepresenteerd door Fatima Moreira de Melo.
In dit televisieprogramma gaat Fatima Moreira de Melo mannen die volgens hun vrouwen te weinig doen met alles opleiden tot een nieuwe man, met onder andere sporten, kinderen en het huishouden.
Wegens tegenvallende kijkcijfers is er van dit televisieprogramma maar een seizoen uitgezonden.